# تصويل في الموقع

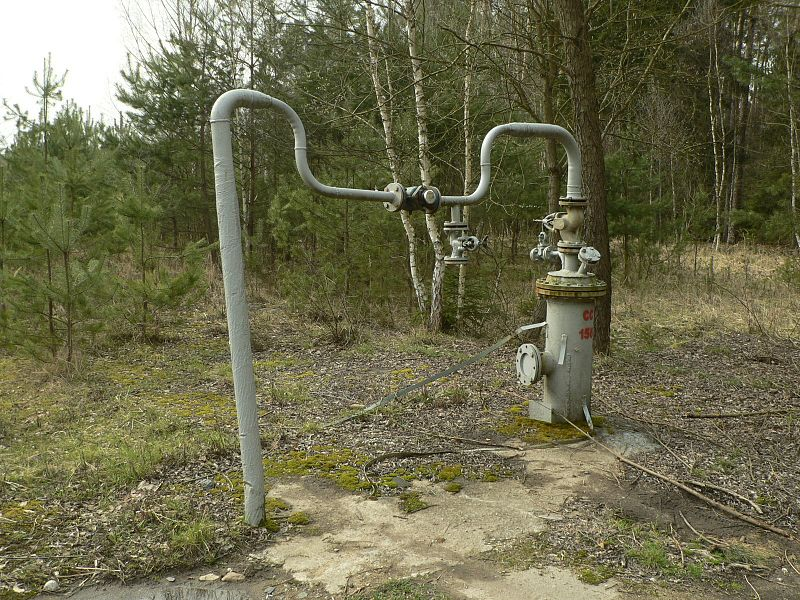
بقايا عملية تصويل يورانيوم في موقع في التشيك

التصويل في الموقع (أو تعدين المحلول) هي عملية تعدين تستخدم من أجل استعادة المعادن الحاوية على عناصر مهمة مثل النحاس أو اليورانيوم وذلك عبر ثقب القشرة الأرضية بحفرة عميقة إلى مكامن التوضعات الرسوبية لتلك الفلزات في الموقع. بعد ذلك يعمد إلى حل وإذابة المعادن الموجودة في المكمن ثم بضخها إلى الأعلى.